# 威廉·佛塞
威廉·佛塞（William Forsythe，1955年6月7日—）是一位美國演員。他最出名是在電影中飾演不同的黑幫和硬漢，例如《撫養亞利桑那》、《四海兄弟》、《九反威龍》、《邊緣煞星》、《五個殺手的傳說》、《至尊神探》、《石破天驚》、《黑幫大時代》和《獵殺猛鬼公路》。他也在電視劇《酒私風雲》、《火線警探》和《無名氏》中飾演常設角色。

## 外部連結
- William Forsythe在互联网电影资料库（IMDb）上的資料（英文）